# Уилям III
Уилям III Оран(ж)ски или Вилем ван Орание-Насау (на нидерландски: Willem van Oranje; Willem Hendrik van Oranje-Nassau; на английски: William of Orange) е принц на Оранж (1650 – 1702), щатхаутер на Нидерландия (юли 1672 – 8 март 1702) и крал на Англия и Шотландия (1689 – 1702). Той оглавява борбата на по-малките европейски сили против хегемонията на краля на Франция Луи XIV и слага край на опитите да се наложи католицизмът в Англия.

## Произход и детство
Уилям III, с рождено име Вилем, е роден в Хага, единствено дете на принц Вилем II Орански, щатхалтер на Нидерландия, и Мери Стюарт, дъщеря на Чарлс I и Хенриета-Мария Бурбон-Френска.
Баща му умира още преди раждането му, така че с образованието му се заема Хеер ван Зюйлещайн, незаконен син на дядо му. Уилям е възпитаван като искрен калвинист и почитател на изкуствата. Поради факта, че част от владенията му са в Германия (Насау), други във Франция (Оранж), а той самият живее в Нидерландия в близост до испанските владения, владее немски, френски, нидерландски, английски, испански и латински език. Крехък, слаб, блед, болен от астма и с малка гърбица, той има ясни сини очи.
Тъй като при смъртта на баща си дори не е роден, ранните му години са тревожни за майка му и цялата оранска партия в Нидерландия, тъй като властта се поема от републиканското движение, начело с Ян де Вит. Повечето провинции в републиката остават без щатхалтери (военни ръководители) – длъжност, която по принцип принадлежи на Оранския род.

## Щатхалтер на Нидерландия
Ян де Вит все повече вижда в младия и енергичен принц заплаха за своята власт. Когато Луи XIV започва подготовка за нападение срещу Нидерландия, Ян де Вит яростно отрича слуховете, защото се страхува, че те ще доведат на власт военната партия, която държи на Уилям III. По този начин страната се оказва неподготвена и в началото на френското нападение през май 1672 г. (виж Холандска война) губи големи територии. Паникьосаните нидерландци набързо избират Уилям за щатхалтер на Нидерландия и Зеландия, но той няма възможност за нищо с ограничените си военни сили. Когато на 3 юли, за да спаси столиците, Ян де Вит заповядва да се отворят дигите и да се залеят големите част от страната, авторитетът му главоломно спада и месец и половина по-късно властта му е пометена от революция. Той е убит, а властта попада в Оранжистите – единствена надежда за спасение.

### Начало на управлението
В началото на неговото управление Уилям III се сблъсква с непосилната задача да прочисти страната си от френските войски и да отрази английския натиск по море. Благодарение на собствените си способности той постига първото до 1674 г., а благодарение на талантливия адмирал де Ройтер – и второто. Сключва с Англия мирен договор в Уестминстър и по този начин оставя Франция без никакви съюзници. Успехът му срещу французите се дължи обаче повече на промяната в тяхната стратегия, тъй като след създаването на силна антифренска коалиция (Хагската коалиция) Луи XIV сам се изтегля от Нидерландия, за да се отбранява. В този антифренски съюз Уилям играе водеща роля, заедно с император Леополд I. Когато обаче пренася военните действия в Испанска Нидерландия, търпи сериозни поражения (Сенефе, 1674 и Касел, 1677). Въпреки това му се удава да предпази тази испанска област от пълно завладяване от Франция, след което френските граници биха стигнали до самата Нидерландия. През 1678 г. той отчаяно се опитва да продължи войната и да избегне мира, който би бил триумф за неговия най-голям враг – Луи XIV. Ето защо четири дни след подписването на мирния договор в Неймехен, той напада французите при Монс, но търпи поражение. Под натиска на Генералните щати – върховният законодателен орган в Нидерландия – той е принуден да остави оръжието.
Като щатхалтер Уилям III се стреми най-вече да сплоти повече федерацията на отделни държавици, каквото представлява Нидерландската република. Успява да получи поста щатхалтер във всички тях. От друга страна цели да приведе администрацията в по-добър ред, да се пребори с господставащата корупция и патронажни отношения. Не се колебае да използва заплахи и сам да подкупва, както и да вдъхновява. Като цяло успява да въодушеви републиката за борба срещу Луи XIV. Търговското съсловие, което е негов главен политически опонент, тъй като се нуждае от мир, а не от война, е привлечено също към общата кауза. Най-големият му успех е, че се налага над местните управители (регенти) и съумява да ги организира в изпълнение на амбициозната му програма.

### Брак с Мария II Стюарт. Реюниона на Луи XIV
През 1677 г. Уилям се жени за Мери, дъщеря на английския крал Джеймс II от неговия първи протестантски брак. Висока, красива и ерудирана, тя му оказва силно положително влияние. Ето защо бракът, който в началото е чисто политически, се изпълва с любов, въпреки че остава бездетен.
По време на Реюниона на Луи XIV, когато в мирно време Франция заграбва значителни територии в Рейнланд и Нидерландия, Уилям се чувства безпомощен. Все пак през 1682 г. организира няколко европейски държави в съюз против Франция (III Хагска коалиция), което довежда до кратка война между Франция и Испания. Той проявява разум и не се включва, но Луи XIV се вижда принуден да спре с Реюниона (примирието от Регенсбург, 1684)

### Славната революция. Възкачване на престола
През 1685 г. се появяват признаци, че католицизмът в Западна Европа набира сили и започва да изтласква протестанството. Във Франция Луи XIV отменя Нантския едикт, който дава свобода на хугенотите, а в Англия на власт идва Джеймс II, открит католик, женен за италианска принцеса. Английският парламент не успява да предотврати този факт въпреки ожесточените си усилия. Не последват големи преследвания на протестанти, дори и пуритани, но такива все пак има и най-малката репресия на новия крал се посреща с широко възмущение. През 1688 г. Джеймс се сдобива със син, кръстен като католик, което изчерпва търпението на парламента и той предлага на Уилям III да свали Джеймс и заеме английския престол. Адмирал Ръсел, който идва в Нидерландия като парламентьор, заявява, че англичаните няма дълго да чакат и ако Уилям откаже, ще намерят друг кандидат. Все пак той се колебае, тъй като да направи каквото иска от него парламентът, означава да наруши всички династични правила и да посегне към трона на един съвсем законен крал. Англичаните отвръщат, че те не могат да търпят католик на трона и по тази причина властта трябва да мине към дъщерите му от първия брак – Мери, съпругата на Уилям, и сестра ѝ Ан. Когато Луи XIV напада Пфалц и започва Деветгодишната война, Уилям се решава. На 5 ноември неговият флот дебаркира в залива Торбей в Корнуол, отнесен от ветровете. Всъщност това го спасява, защото при Ярмут, където според предварителния план се предвижда десантът, Джеймс го чака с цялата си армия. Уилям тръгва към Лондон, а изпратената насреща му армия, начело с херцог Марлборо, минава на негова страна. Джеймс бяга във Франция, а на Коледа през 1688 г. Уилям влиза в столицата и е назначен за регент на вакантния престол. Така първата част на Славната революция приключва.
Уилям бързо свиква Конвент, който да изработи ново законодателство на страната, но е подозрителен спрямо депутатите, тъй като не желае да изгуби всякаква власт в Англия, за да се задоволи стремежът на Парламента да поеме управлението. Той се споразумява с депутатите да запазят законодателната власт, а той да вземе изпълнителната, за да може да води война с Франция – основната му цел. През декември 1688 г. е публикуван т. нар. Закон за правата от 1689, който обявява Джеймс за свален и предава властта в ръцете на Уилям III и съпругата му Мери II – единствен случай на двама пълновластни монарси на Англия. За техен наследник, ако нямат деца, е определена втората сестра Ан. Освен това Законът забранява монархът да е католик и ограничава най-основните му права. По този начин депутатите претендират, че възстановяват традиционната конституция (устройство) на кралството, която е била нарушена от кралския абсолютизъм. Серия други закони (за толерантността, за кралските разходи, за наследството) определят отношенията между водещите институции в държавата. През март кралската двойка официално е коронясана. Мери обаче умира през 1694 г. без деца.

## Крал на Англия
Като крал на Англия Уилям III е много авторитетен и популярен. Сред народа се популяризира названието „king Billy“. Военните действия в Америка, съпътстващи Деветгодишната война, стават известни като „Уилямова война“ (на английски: king William's war). Всичко това показва, че той е обичан и уважаван от поданиците си и че спомените за него го надживяват. Същевременно обаче неговият кръстоносен поход против Франция остава неразбран от масата англичани, които се бият само заради краля си и защото Луи XIV приютява краля-католик Джеймс. Като цяло обаче за англичаните революцията от 1688 г. няма за цел да включи страната в съюза против Луи и по тази причина Уилям непрекъснато среща пречки да финансира армиите си и да увеличава броя им. Той получава безрезервна подкрепа само от дворцовите виги, докато провинциалните виги го смятат за чужденец, а торите като цяло не приемат правото му да прогони законния крал.
До 1693 г. Уилям се опитва да поддържа правителства, съставени от безпартийни личности като Съндърланд и Шрусбъри, но след това става ясно, че ентусиазираната подкрепа на вигите трябва да се възнагради. Тяхното правителство (1693 – 1698) изработва първия национален бюджет, създава Английската банка (1694) и извършва девалвация на парите, с което предизвиква финансова революция – предпоставка на бъдещата Индустриална революция. Възраждането на торите в самия край на века довежда до кратко тяхно управление (1700 – 1701), след което са заместени отново от вигите, когато започва Войната за Испанското наследство.
Външната политика на Уилям III като английски крал е продължение, поне в началото, на политиката му като щатхалтер на Нидерландия. Благодарение на него крехката Аугсбургска лига прераства във Великия съюз – коалиция, която може да се бори с френския порив за европейска хегемония. Първоначално обаче Уилям трябва да се справи със заплахата за Англия, която идва от избухналото въстание в Ирландия. Там католиците приветстват пристигналия Джеймс II и го обявяват за крал. Въстаниците (якобити) печелят победа при Киликранки през юли 1689 г., а французите им помагат по море, но в началото на 1690 г. Уилям слиза на ирландския бряг и на 1 юли 1690 г. им нанася катастрофално поражение край река Бойн. С това въстанието е обречено на провал, въпреки че продължава с намаляваща сила чак до 1693 г.
През 1691 г. Уилям се прехвърля в Нидерландия, където армиите от двете му държави, подкрепени от испанци и германци търпят поражения от френските маршали. Самият Уилям е победен на два пъти от Люксамбур – при Щайнкирк през 1692 и при Неервинден през 1693 г. Едва през 1695, възползвайки се от вътрешната криза във Франция, той съумява да постигне безспорен успех – превзема важната крепост Намюр. Въпреки това става ясно, че той не може да попречи на френската победа във войната.
Поставянето на въпроса за Испанското наследство през 1696 г. създава съвсем нов контекст на европейската политика и той бърза да се помири с Луи XIV. За него е голямо постижение, че с договорите в Рийсвик през 1697 г. френският крал го признава за законен владетел на Англия. Скоро след това те постигат споразумение и по испанския въпрос (Първи разделителен договор), което обаче Австрия не приема. В този и във Втория разделителен договор Уилям се старае да отслаби Испанската империя, за да престане да заплашва Нидерландия и Англия, а освен това да попречи на нейното обединяване с Франция или Австрия. Ето защо когато Луи XIV нарушава договорите (1700 г.) и поисква цяла Испания за внука си, Уилям се обръща против него и възстановява Великия съюз. Той обаче умира през март 1702 г. в самото начало на войната.